# Llei d'igualtat efectiva de dones i homes
La llei d'igualtat efectiva de dones i homes és una llei que va aprovar-se el 8 de juliol de 2015 al Parlament de Catalunya durant la desena legislatura de la Catalunya autonòmica amb els vots favorables de CDC, ERC, PSC, ICV-EUiA i CUP, i els vots parcialment en contra del PPC, Ciutadans i UDC. Es va publicar al número 6919 del Diari Oficial de la Generalitat de Catalunya el 23 de juliol del mateix any i va entrar en vigor després de vint dies.
La llei té la «finalitat d'establir i regular els mecanismes i els recursos per a fer efectiu el dret a la igualtat i a la no discriminació per raó de sexe en tots els àmbits, etapes i circumstàncies de la vida, i aconseguir la construcció de noves pautes de relació entre dones i homes basades en el respecte i l'equitat.»

## Exposició de motius
Tal com s'apunta a l'exposició de motius de la llei (literal): 
“El dret fonamental de la igualtat de dones i homes constitueix un valor cabdal per a la democràcia i és una necessitat essencial en una societat democràtica moderna que vol erradicar el sistema patriarcal androcèntric i sexista. A fi que es compleixi plenament aquest dret, no només ha d'ésser reconegut legalment, sinó que, a més, s'ha d'exercir d'una manera efectiva implicant-hi tots els aspectes de la vida: polítics, econòmics, socials i culturals. Malgrat els nombrosos exemples de reconeixement formal i dels progressos fets fins al moment, la igualtat de dones i homes en la vida quotidiana encara no és una realitat. A la pràctica, dones i homes no gaudeixen dels mateixos drets, ja que persisteixen desigualtats polítiques, econòmiques i culturals –per exemple, diferències salarials i una menor representació en la política. Aquestes desigualtats són el resultat d'estructures socials que es fonamenten en nombrosos estereotips presents en la família, l'educació, la cultura, els mitjans de comunicació, el món laboral i l'organització social, entre altres àmbits. És possible actuar en tots aquests àmbits fent-hi una nova aproximació i duent-hi a terme canvis estructurals. Les autoritats locals i regionals, que són les esferes de govern més pròximes a la població, representen els nivells d'intervenció més adequats per a combatre la persistència i la reproducció de les desigualtats i per a promoure una societat veritablement igualitària. En llur àmbit de competència i col·laborant amb el conjunt d'actors socials, poden emprendre accions concretes a favor de la igualtat de dones i homes. Per tant, aquesta llei s'impregna dels principis de la Carta europea per a la igualtat de dones i homes, entesa, en primer lloc, com a dret fonamental que s'ha d'aplicar en tots els camps en què els poders públics exerceixen responsabilitats, la qual cosa inclou llur obligació d'eliminar qualsevol forma de discriminació, sigui aquesta directa o indirecta. A fi d'assegurar d'una manera efectiva la igualtat de dones i homes, s'han de tenir en compte també, a més de la discriminació per raó de sexe, altres aspectes com ara la discriminació múltiple i les situacions de desavantatge per raó d'ètnia, color, orígens ètnics i socials, característiques genètiques, llengua, religió, conviccions, opinions polítiques o de qualsevol altra mena, pertinença a una minoria, competències, naixement, discapacitat, edat, orientació sexual o nivell econòmic. La representació i la participació paritària de dones i homes en tots els àmbits de presa de decisions és un requisit necessari per a assolir una societat realment democràtica, per això els poders públics de Catalunya han de prendre les mesures que calguin i adoptar les estratègies apropiades per a garantir-ho. Així mateix, l'eliminació dels estereotips de gènere és indispensable per a l'aplicació efectiva de la igualtat de dones i homes, per aquest motiu les administracions i els poders públics de Catalunya han de fer tot el possible per eliminar els estereotips i els obstacles en què es basen les desigualtats en la condició i la posició de les dones, que condueixen a la valoració desigual dels rols que tenen dones i homes en matèria política, econòmica, social i cultural. De la mateixa manera, s'ha d'integrar la dimensió del gènere en totes les activitats i en totes les polítiques, en els mètodes i els instruments que afecten la vida quotidiana dels ciutadans.
Així doncs, la vida de dones i homes s'ha d'analitzar tenint-ne en compte el context, les realitats, les necessitats i la posició social, política i econòmica que ocupen, i s'han d'adoptar les mesures necessàries per a transformar oportunitats i institucions més enllà d'un sistema androcèntric. Com que es tracta d'un paradigma estructural que s'expressa transversalment en els sistemes polítics, jurídics, socials i econòmics actuals, s'han d'establir mesures de diversos tipus i naturalesa. En efecte, per tal d'assolir una igualtat efectiva de dones i homes, aquesta llei vol reforçar les mesures i els mecanismes concrets per a aconseguir que els poders públics de Catalunya duguin a terme polítiques i actuacions destinades a erradicar el fenomen de la desigualtat entre dones i homes, que col·loca les dones en una situació de subordinació i desavantatge social i econòmic respecte dels homes i que impedeix que les dones exerceixin plenament llurs drets com a ciutadanes. En definitiva, aquesta llei ha de comportar un benefici per a tothom, dones i homes, ja que ha de permetre construir noves pautes de relació entre homes i dones, basades en el respecte i l'equitat, i també contribuir a millorar la societat i fer-la més democràtica, justa i solidària. En l'elaboració d'aquesta llei no es parteix de zero, ja que s'inspira en les reivindicacions que el moviment feminista, les associacions de dones i les associacions que lluiten pels drets de les dones han reclamat històricament. La Generalitat de Catalunya ha assumit al llarg de la seva història la responsabilitat de promoure el paper de les dones. Des de l'Estatut d'autonomia del 1979 s'han elaborat lleis específiques en aquest àmbit, com ara la Llei 11/1989, del 10 de juliol, de creació de l'Institut Català de la Dona; la Llei 4/2001, del 9 d'abril, de modificació de l'apartat 2 de l'article 63 de la Llei 13/1989, del 14 de desembre, d'organització, procediment i règim jurídic de l'Administració de la Generalitat de Catalunya, per la qual s'estableixen, amb caràcter pioner a nivell europeu i de l'Estat espanyol, els informes d'impacte de gènere, que han d'acompanyar tota la normativa elaborada per l'Administració de la Generalitat, i la Llei 5/2008, del 24 d'abril, del dret de les dones a erradicar la violència masclista. Hi ha també actes del Govern que han d'ésser considerats no solament antecedents, sinó també continguts prenormatius, com ara els plans de polítiques de dones, que són una eina transversal per a l'aplicació de les polítiques d'igualtat de gènere del Govern de la Generalitat. L'aprovació de la Llei d'igualtat efectiva de dones i homes s'inspira en els preceptes estatutaris i legals esmentats en matèria de gènere i drets de les dones amb l'objectiu de complir-los. Es tracta d'una regulació pròpia i singular, feta d'acord amb les competències de l'autogovern de Catalunya, que completa la normativa relativa a la paritat i s'emmarca dins la categoria de norma específica complementària de la Llei orgànica 3/2007, del 22 de març, per a la igualtat efectiva de dones i homes, que incorpora modificacions legislatives substancials per avançar cap a aquesta igualtat efectiva, i estableix mesures transversals en tots els ordres de la vida, amb la finalitat d'erradicar les discriminacions contra les dones, a més d'adequar-se al marc normatiu comunitari i als objectius més avançats en matèria de transversalitat de gènere que formulen diferents institucions de la Unió Europea”.

## Estructura de la llei
Aquesta Llei s'estructura en 64 articles, que es disposen en cinc capítols, set disposicions addicionals, dues disposicions transitòries, una disposició derogatòria i cinc disposicions finals.
El capítol I de disposicions generals determina l'objecte, les finalitats generals i l'àmbit d'aplicació de la Llei. Aquest capítol es completa amb la identificació dels principis rectors que han de presidir l'actuació dels poders públics de Catalunya amb relació a la igualtat efectiva de dones i homes. Estableix també els mecanismes per a garantir la integració de la perspectiva de gènere en les polítiques públiques, l'avaluació d'impacte i el reconeixement de les associacions.
El capítol II determina les competències de l'Administració de la Generalitat i de l'Administració local en matèria de polítiques d'igualtat. També es defineix el marc organitzatiu per a impulsar, desenvolupar i avaluar les accions i les polítiques públiques per a promoure la igualtat de dones i homes a Catalunya, i introdueix els mecanismes per a la transversalitat de gènere.
El capítol III es refereix als mecanismes per a garantir el dret d'igualtat efectiva de dones i homes en l'Administració pública per mitjà de les polítiques de contractació pública, les subvencions, els ajuts, les beques i llicències administratives, el nomenament paritari en els òrgans de presa de decisions i els plans d'igualtat per al personal al servei de les administracions públiques de Catalunya, les institucions de la Generalitat, els agents socials i les entitats sense ànim de lucre, i també l'impacte de gènere en les lleis de pressupostos.
El capítol IV estableix les polítiques públiques per a promoure la igualtat efectiva en els diferents àmbits d'actuació: 
- Secció 1ª. Participació política i social per a fer efectiu el dret a la participació social de les dones.
- Secció 2ª. Formació educativa basada en la coeducació amb relació a manifestacions culturals, mitjans de comunicació i tecnologies de la informació i la comunicació, universitat i recerca i esports, amb la incorporació transversal de la perspectiva de gènere.
- Secció 3ª. Dret al treball en igualtat d'oportunitats, estableix mesures per a garantir la igualtat de dones i homes en l'accés al treball, en la formació i en la promoció professional i les condicions de treball. Inclou també mesures en matèria de seguretat i salut en el treball i accions de protecció davant l'assetjament sexual i l'assetjament per raó de sexe. A més del deure general de les empreses de respectar el principi d'igualtat en l'àmbit laboral, estableix específicament el deure d'aprovar i aplicar plans d'igualtat a les empreses de més de dos-cents cinquanta treballadors.
- Secció 4ª. Reorganització dels usos del temps mitjançant polítiques socials que tenen en compte les necessitats especials de determinats col·lectius de dones, les polítiques de promoció i suport a les dones dels sectors agrícola, ramader, forestal i pesquer, les polítiques d'apoderament de les dones en matèria de cooperació al desenvolupament i les polítiques de salut i serveis i de família.
- Secció 5ª. Medi ambient, urbanisme, habitatge i mobilitat. Incorporar la perspectiva de gènere en les fases de disseny, planificació, execució i avaluació urbanístic i promoure la participació de les dones i associacions de dones en aquestes fases. Incloure formació en perspectiva de gènere als professionals tècnics i polítics d'urbanisme, mobilitat, habitatge i medi ambient. També incorpora estudis d'impacte de gènere i l'aplicació d'una política urbanística en resposta a les necessitats de conciliació. Per acabar, preveu l'elaboració de programes específics per a l'accés a l'habitatge per a col·lectius de risc (especialment, famílies monoparentals).
- Secció 6ª. Justícia i seguretat. Incorporació de la perspectiva de gènere en els centres d'execució penal (formació específica per al personal judicial i penitenciari en violència masclista) i creació de serveis de protecció a les dones internes. La Generalitat ha de promoure el treball comunitari i familiar per erradicar l'estigmatització de les dones que delinqueixen. El departament de seguretat ha d'incloure la perspectiva de gènere en les enquestes de victimització i l'anàlisi de la seguretat (diagnosi) i definició de polítiques de prevenció i protecció dels espais tant públics com privats. El departament d'urbanisme es farà càrrec de promoure un model segur amb perspectiva de gènere i de l'erradicació de la inseguretat en els espais públics.
- Secció 7ª. Estadístiques i estudis a la perspectiva de gènere. Estableix la creació de nous indicadors estadístics amb perspectiva de gènere, que permetin veure les discriminacions múltiples i evitin l'estigmatització de determinats col·lectius.

El capítol V estableix mesures per a garantir l'aplicació de la Llei i conté tres seccions: la primera, relativa al Síndic de Greuges; la segona, a l'Observatori de la Igualtat de Gènere, i la tercera, al règim sancionador.

## Aspectes positius i mancances de la llei[5]

### Aspectes positius
- Planteja la igualtat com a dret i no com a principi. Eleva el rang d'obligatorietat.
- Utilitza els termes d'igualtat efectiva “de” dones i homes i no “entre” dones i homes. Amb això, evita l'equiparació de les dones a l'estàndard, que és l'home.
- Reconeix que la problemàtica de la desigualtat i discriminació de les dones té la base en el sistema patriarcal androcèntric i sexista de la societat que posa en una posició de subordinació a les dones.
- Fa menció als moviments feministes i de dones, que al llarg de la història han lluitat pels drets de les dones i de la ciutadania i la influència que han tingut en l'elaboració de la llei.
- Afirma que els poders públics han de reconèixer i valorar el treball domèstic i la cura de les persones amb l'objectiu d'assolir un nou equilibri en la distribució del temps i treball, amb un repartiment equitatiu i corresponsable de les tasques domèstiques i de cura entre homes i dones.
- Determina les obligacions dels poders públics per tal d'aplicar i assolir una igualtat real i efectiva en totes les actuacions de l'administració (plans i programes de polítiques d'igualtat). També obliga a l'Administració de la Generalitat a integrar la perspectiva de gènere a tots els nivells d'intervenció dels diferents Departaments (la transversalitat de gènere és competència de la Generalitat).
- Preveu l'aprovació d'un Decret per a l'atribució a un òrgan, la responsabilitat d'aplicar la transversalitat de gènere en la planificació, gestió i avaluació de les polítiques dels diferents Departaments de la Generalitat i dels organismes públics.
- Afegeix l'obligació que s'incorpori la perspectiva de gènere en les bases de contractació del sector públic i d'obtenció d'ajuts públics. Preveu la incorporació de barems de puntuació addicional per a empreses amb plans d'igualtat quan no estan obligades (per sota dels 250 treballadors/es) i les que tinguin distintiu català d'excel·lència empresarial en igualtat. A més, aquelles empreses i entitats sota sentència condemnatòria no podran optar a ajuts públics.
- Suposa un avenç pel que fa al reconeixement formal de professionals de la igualtat de gènere. Entre aquest personal, hi destaca la figura d'igualtat denominada agent o tècnic/a d'igualtat i que la llei obliga a incorporar-la progressivament amb formació específica de gènere.
- Dona importància a la diagnosi, aplicació, avaluació i seguiment de totes les polítiques públiques d'igualtat.
- En matèria educativa, l'administració ha d'incorporar la coeducació a tot el sistema educatiu, a més de l'educació sexual i la prevenció de la violència masclista, per aconseguir una educació lliure de biaixos sexistes i androcèntrics. Hi implica a professorat i a les famílies (que hauran de rebre formació en coeducació). En els àmbits docents i universitari exposa les obligacions de les corresponents administracions relacionades amb la perspectiva de gènere, la qual cosa comporta la necessitat de dotar-se de professionals qualificats en matèria d'igualtat.
- En l'àmbit empresarial, incorpora l'obligació de les organitzacions sindicals de designar, en els centres de treball, un/a delegat/ada sindical per vetllar del dret d'igualtat i que tingui formació en aquesta matèria. També obliga a incorporar la perspectiva de gènere en la negociació col·lectiva (article 39) i la presència paritària en la negociació col·lectiva, si cal, mitjançant accions positives (article 40). Per acabar, obliga que la prevenció de riscos laborals estigui diferenciada segons els factors de risc diferencials i associats a cada sexe (article 44).
- Inclou un règim sancionador per incompliment (articles 59, 60, 61, 62, 63, 64) que té com a objectiu que el dret fonamental de la igualtat de dones i homes s'exerceixi de manera efectiva en els àmbits polític, econòmic, social i cultural, amb una regulació pròpia i d'acord amb el marc de competències de la Generalitat.

### Mancances
- Ús de terminologia sexista dins del cos de la pròpia llei.
- Definicions dels conceptes ambigües, per exemple, la definició de perspectiva de gènere és barreja amb el concepte de transversalitat de gènere i la representació paritària (representació de 50% dones i 50% homes) es confon amb la representació equilibrada (màxim d'un 60% d'un sexe i mínim de 40% de l'altre).
- Situa moltes mesures en el terreny de les intencions. Presenta en moltes ocasions un contingut ambigu i no garanteix l'efectiu compliment de les disposicions, ja que omet el caràcter obligacional propi de les normes legals, deixant molt marge a la interpretació. De la mateixa manera la llei, en diversos articles, no defineix la periodicitat o temporalitat de les mesures que proposa, interferint en l'aplicació i avaluació d'aspectes concrets (exemples: articles 16, 31, 38 i 1ª disposició transitòria).
- Pel que fa als ajuntaments, la llei no obliga a que aquests elaborin plans d'igualtat i tampoc apunta a la modificació de la Llei d'ordenança municipal per a obligar-los.
- En educació, no descriu el perquè de la implantació de mesures especials per a noies adolescents menors de 16 anys perquè no abandonin els estudis. S'intueixen aspectes com: matrimoni forçat, m treballs forçats, mutilació genital femenina, embaràs...però la llei no descriu el col·lectiu.
- Preveu plans d'igualtat en les administracions locals, sistema educatiu i àmbit laboral, per a l'aplicació de la transversalitat de gènere, però no s'han dut a terme.
- Indefinició de la figura de “Professionals d'igualtat de gènere” o agents d'igualtat, és a dir, no defineix els aspectes formatius i competencials pel càrrec.
- Restringeix l'obligatorietat del sector empresarial a aplicar plans d'igualtat a les grans empreses, és a dir, quan aquestes tenen 250 treballadors/es o més. En el cas de Catalunya, del total de 619.490 empreses amb establiment al territori a l'any 2017, només un 0,3% (1.893) tenien més de 250 treballadors/es. Per tant, el gran gruix del teixit empresarial català (menys de 250 treballadors/es) no està obligat a aplicar plans d'igualtat.[6] A Catalunya amb dades del 2016, 1.796 empreses estaven obligades a negociar un Pla d'igualtat, segons les dades publicades a Idescat. D'aquestes, només 75 empreses a Catalunya van registrar un pla d'igualtat. Aquesta dada numèrica es tradueix en que només un 4,2% de les empreses catalanes que estaven obligades van complir amb la seva obligació.[7]

## Mesures del Tribunal Constitucional
Davant del recurs imposat pel Partit Popular (PP) a la llei d'igualtat catalana, a l'any 2016 el Tribunal Constitucional va anul·lar cinc articles per considerar que envaïen competències de l'Estat. Els articles anul·lats feien referència a les temàtiques de prevenció de l'assetjament sexual (article 33), plans d'igualtat en les empreses (article 36, apartats 1, 3 i 4), la responsable sindical d'igualtat, la presència de dones i homes en la negociació col·lectiva (article 39, apartats 1, 2 i 3, i article 40), la incorporació de la perspectiva de gènere en els expedients de regulació d'ocupació i la prevenció de riscos laborals en les empreses (article 44).
També van ser impugnats pel PP els articles 59 i 64 en els quals s'estableixen mesures per al compliment de la llei i el règim sancionador. Finalment, la sentència només va estimar parcialment el recurs presentat per l'Advocacia de l'Estat i no va veure cap mena d'inconstitucionalitat en aquests dos articles abans esmentats.

## L'austeritat i les polítiques d'igualtat
Les polítiques d'austeritat econòmiques i financeres, iniciades a l'any 2010, van anar acompanyades de mesures públiques que van comportar la supressió d'organismes institucionals d'impuls de la igualtat de gènere, l'eliminació de serveis específics adreçats a les dones i la retallada de personal i recursos pressupostaris pel que fa a la lluita contra les violències masclistes. L'informe “Ombra-CEDAW Espanya” (2015), denuncià aquesta realitat i va reclamar limitar les retallades pressupostàries als grups més vulnerables, així com dur a terme noves polítiques econòmiques que tinguessin en compte la crisi de les cures i de la sostenibilitat mediambiental i que tinguessin capacitat de restablir el benestar de la ciutadania, concretament de les dones.
Les diferents mesures d'austeritat han determinat una pèrdua de rang institucional o inclús un desmantellament en les institucions d'igualtat tant a l'Estat com a les autonomies.